# Chaenothecopsis ochroleuca
Chaenothecopsis ochroleuca är en lavart som först beskrevs av Gustav Wilhelm Körber, och fick sitt nu gällande namn av Leif Tibell. Chaenothecopsis ochroleuca ingår i släktet Chaenothecopsis, och familjen Mycocaliciaceae. Arten är reproducerande i Sverige.